# Logotherapie und Existenzanalyse

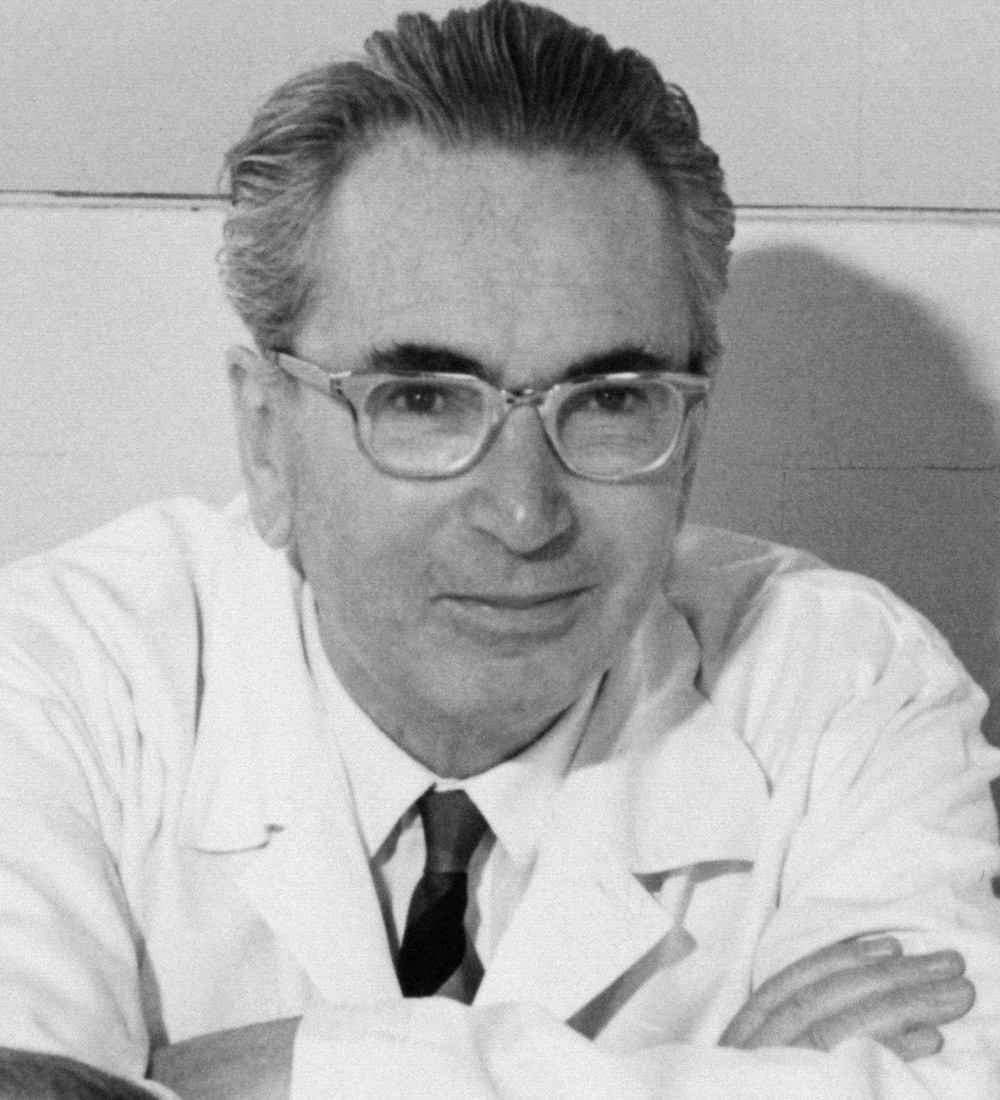
Viktor E. Frankl, Wien, 1965, Viktor-Frankl-Archiv

Logotherapie (von griechisch lógos „Sinn, Gehalt“ und therapeúein „pflegen, sorgen“) und Existenzanalyse (von lateinisch exsistere „hervor-, heraus- oder gegenübertreten, vorhanden sein“ und griech. analysis „Zerlegung“ im Sinne von Untersuchung) bezeichnen als eng miteinander verwobene Begriffe eine anthropologische Theorie und psychologische Behandlungsform, deren Entstehung auf den österreichischen Neurologen, Psychiater und Holocaust-Überlebenden Viktor E. Frankl (1905–1997) zurückgeht.
Dieser begründete in den späten 1920er Jahren einen eigenständigen Ansatz, der in besonderer Weise die geistige Dimension des Menschen in den Blick nimmt und sein existenzielles Streben nach Sinn im Leben als dessen primäre Motivationskraft betrachtet. Neben der Psychoanalyse Sigmund Freuds und der Individualpsychologie Alfred Adlers wird die Logotherapie und Existenzanalyse vielfach auch als die „Dritte Wiener Schule der Psychotherapie“ bezeichnet. Paradigmatisch wird sie der Familie humanistisch-existenziell orientierter Verfahren zugeordnet.

## Entstehung
Ausgangspunkt von Viktor Frankls Ansinnen stellt jene gegen den damals vorherrschenden Psychologismus gerichtete Strömung innerhalb der Psychotherapie dar, welche von Edmund Husserl ausging und vor allem von Karl Jaspers, Viktor von Gebsattel, Ludwig Binswanger, Medard Boss und Rollo May vertreten wurde. Frankl setzte sich eingehend mit der existenzphilosophischen Anthropologie und besonders mit der Phänomenologie Max Schelers auseinander, welche sein Weltbild und wissenschaftliches Werk maßgeblich beeinflussten und fundierten.
Im Gefolge der Husserl’schen und Scheler’schen Psychologismuskritik an der Tiefenpsychologie plädierte Frankl für eine Korrektur ihres als reduktionistisch aufgefassten Menschenbilds und ihrer psychotherapeutischen Methoden. Er vertrat dabei die Ansicht, dass die Psychotherapie durch die Einführung einer eigenständigen geistigen Dimension ergänzt werden müsse, da der psychologische Reduktionismus selbst alle geistigen Phänomene ausschließlich auf psychische Ursachen zurückführe, was jedoch dem „spezifisch Humanen“ des ganzen Menschen nicht gerecht würde. So stellte er in Abgrenzung zum Reduktionismus Freud’scher und Adler’scher Prägung neben die auf die Binnendynamik psychisch-triebhafter Kräfte gerichtete Psycho-analyse eine auf Wertberührung und Sinnerfüllung gerichtete Existenz-analyse, die den Blick auf die Dimension von Person und Existenz erweitern und besonders das Sinnstreben als primäre Motivationskraft des Menschen erfassen sollte. Seine Psychologismuskritik brachte Frankl durch die prägnante Formel zum Ausdruck, dass es dem Menschen seiner Auffassung nach zuvorderst um den „Willen zum Sinn“ ginge, während in der Psychoanalyse Freuds der „Wille zur Lust“ und in der Individualpsychologie Adlers der „Wille zur Macht“ maßgebend sei.
Aus seiner existenzanalytischen Anthropologie hat Frankl die Logotherapie als eine spezifische Behandlungsmethode abgeleitet, welche im Rahmen der Sinnthematik ihre praktische Anwendung findet und umfassend erstmals 1946 im Buch Ärztliche Seelsorge dargelegt wurde.

## Theoretische Grundannahmen
Viktor Frankls originäres Konzept der Logotherapie und Existenzanalyse umfasst eine grundlegende Theorie über die Möglichkeiten und Bedingungen für ein menschenwürdiges Dasein (Logotheorie). Abgeleitet aus der Existenzphilosophie formulierte Viktor Frankl mit seiner Anthropologie ein Existenzverständnis, das der besonderen Eigenart des Menschseins gerecht zu werden versucht. So spezifiziert er das Wesen von Existenz dahingehend, dass diese „eine Seinsart ist, und zwar das menschliche Sein, das dem Menschen arteigene Sein, dessen Eigenart darin besteht, dass es sich beim Menschen nicht um ein faktisches, sondern um ein fakultatives Sein handelt, nicht um ein Nun-einmal-so-und-nicht-anders-sein-Müssen […], vielmehr um ein Immer-auch-anders-werden-Können“. Daher sei menschliche Existenz das einzige Sein, welches nach dem Sinn konkreter Fakten und ihres eigenen Seins fragt.
Diese spezifische Seinsart des Menschen ist gekennzeichnet durch das Zusammentreffen dreier voneinander verschiedener Seinsaspekte, wonach der Mensch physisch (leiblich), psychisch (seelisch) und noetisch (geistig) zugleich sei. Alle drei Dimensionen menschlichen Daseins sind verwoben und stehen in einem besonderen Verhältnis zueinander. Während die physische und die psychische Dimension in engem Zusammenhang stehen (psychophysischer Parallelismus), kann sich der Mensch kraft seiner geistigen Dimension über sein Psychophysikum erheben. So setzt sich der Mensch nicht aus den drei Seinsaspekten zusammen, wohl aber setzt sich das Geistige im Menschen mit dem Psychophysikum auseinander. Da die geistige Dimension von den anderen beiden verschieden und unabhängig ist, kann nicht unmittelbar vom Zustand des Psychophysikums auf jenen des Geistigen geschlossen werden. So muss beispielsweise etwas, das auf der leiblichen oder psychischen Ebene entlastend oder lustvoll sein mag, nicht unbedingt auch auf der geistigen Ebene als sinnvoll erfahren werden. Umgekehrt muss, was dem Menschen wert- und sinnvoll erscheint, ihm in psychischer oder körperlicher Hinsicht nicht immer angenehm sein oder unmittelbare Befriedigung erzeugen. Frankl ersann mit der Logotherapie und Existenzanalyse somit einen Ansatz, der in besonderer Weise auf die hervorgehobene Stellung der geistigen Dimension des Menschen abzielt.
Diese geistige Dimension erlaubt es dem Menschen, in Distanz zu sich selbst zu kommen (Selbstdistanzierung) und dadurch der Welt in Freiheit und eigener Verantwortung offen gegenüberzustehen (Selbsttranszendenz). Die existenzanalytische Anthropologie betrachtet den Menschen somit als grundsätzlich entscheidungs- und willensfreies Wesen, das befähigt ist, sich gegenüber seinen inneren und äußeren Bedingtheiten zu verhalten und über sich selbst hinaus auf Sinn und Werte auszurichten. Durch diese potenzielle Willensfreiheit und Eigenverantwortlichkeit ist der Mensch aufgefordert, über sich selbst und seine eigene Begrenztheit hinauszugelangen: Zwar ist der Mensch nie frei von Bedingtheiten und Prägungen persönlicher, typologischer, biologischer, sozialer und kultureller Art, doch innerhalb dieser Gegebenheiten trifft er täglich auf unzählige Situationen, die ihn herausfordern, mit ihnen in für ihn bestmöglicher Weise gestaltend umzugehen. Indem der existenzanalytische Ansatz weniger nach determinierenden Prägungen und Anlagen, sondern vielmehr nach der Unmittelbarkeit im eigenen Erleben und der Lebensgestaltung fragt, wird er dem (Aufforderungs-)Charakter gerecht, den das Leben für den Menschen hat. Durch die Rückbesinnung auf dieses eigene Welterleben gibt Frankl der Sinnfrage eine kopernikanische Wendung, wonach es das Leben selbst ist, das dem Menschen Fragen stellt. Nicht er hat zu fragen, er ist vielmehr der vom Leben her Befragte, der dem Leben zu antworten, das Leben zu verantworten hat.
Kann der Mensch seinen Willen zum Sinn in der Lebenspraxis nicht zur Geltung bringen, entstehen bedrückende Sinn- und Wertlosigkeitsgefühle. Die existenzielle Frustrierung des Sinnbedürfnisses kann psychische Erkrankungen auslösen oder verstärken. So spielt in der angewandten Logotherapie und Existenzanalyse das Herausheben der geistigen Dimension eine zentrale Rolle, etwa indem sie dem leidenden Menschen existenzielle Handlungs- und Erlebensfreiräume gegenüber somatischen oder psychischen Erkrankungen aufzuschließen versucht und ihm durch die Differenzierung von (psychophysischem) Symptom und (geistiger) Person einen entscheidenden Teil seiner Selbstbestimmungsfähigkeit und Würde zurückgibt. Vor diesem Hintergrund meint die Existenzanalyse stets eine Analyse „auf Existenz hin“, nicht eine abstrakte Untersuchung von Existenz an sich, sondern jener konkreten existenziellen Bedingungen, die zu einem wertvollen und eigenverantworteten Leben führen.
In der Beratung und psychotherapeutischen Behandlung steht nach logotherapeutischer Auffassung die Bewusstmachung und Stärkung des Geistigen im Fokus, welche den Menschen (wieder) befähigen soll, die individuellen und einzigartigen Sinnmöglichkeiten, die in jeder Situation verborgen liegen, aufzuspüren und in sich und der ihn umgebenden Welt zur Geltung zu bringen (siehe auch Abschnitt zu Methoden und Anwendungsgebieten).

## Vertreter und Richtungen
Aus der frühen Schülergeneration Viktor Frankls, die bereits seit den 1970er-Jahren ein umfassendes Interesse und Engagement für dessen Lehren zeigte und in der Folge engen Kontakt zu Frankl unterhielt, gingen mit Elisabeth Lukas und Alfried Längle zwei zentrale Persönlichkeiten hervor, welche die Verbreitung und weitere Entwicklung der Logotherapie und Existenzanalyse maßgeblich vorantrieben und beeinflussten. Spricht man heute von Logotherapie und Existenzanalyse, muss man dabei zwischen zwei großen Richtungen unterscheiden:
Auf der einen Seite besteht rund um den Einflussbereich von Elisabeth Lukas jene Ausprägung, die sich eng an das originäre Frankl’sche Gedankengut anlehnt und sich weitestgehend für den Erhalt der reinen Lehre im Sinne des Begründers einsetzt. Lukas hat die Logotherapie besonders in Deutschland einem breiten Bevölkerungskreis bekannt gemacht und einen wesentlichen Beitrag zu ihrer Etablierung geleistet. 1986 wurde von ihr das Süddeutsche Institut für Logotherapie in Fürstenfeldbruck gegründet.
Auf der anderen Seite hat Alfried Längle die Grundkonzepte Frankls phänomenologisch weiterentwickelt und die Existenzanalyse als umfassendes, eigenständiges Psychotherapieverfahren ausgebaut und begründet. 1983 wurde in diesem Zusammenhang die Gesellschaft für Logotherapie und Existenzanalyse (GLE) in Wien etabliert, der Viktor Frankl zunächst als Ehrenpräsident vorstand.
Wenngleich sich beide Richtungen auf ein teilweise gemeinsames anthropologisches Fundament beziehen, unterscheiden sie sich dennoch wesentlich voneinander. Wird bei der originären Logotherapie und Existenzanalyse Frankls (repräsentiert durch den Kreis um Lukas) unmittelbar an der Sinnthematik angesetzt, deren primäres Motivationskonzept der „Wille zum Sinn“ darstellt, wird die weiterentwickelte Existenzanalyse (repräsentiert durch den Kreis um Längle) als ein umfassendes Psychotherapieverfahren betrachtet, innerhalb dessen die ursprüngliche Logotherapie als integraler Bestandteil weiterbesteht. Der wesentliche inhaltliche Kern dieser Weiterentwicklung besteht darin, die Sinnthematik nicht mehr als die einzige zentrale Motivationsdynamik anzusehen, sondern sie als eine von insgesamt vier existenziellen Grundmotivationen zu verstehen, der drei andere vorgängig sind. Durch diesen Kontext wird der ursprüngliche Existenzbegriff ausgeweitet: Existenz ist demnach nicht mehr nur Vollzug von Sinn, sondern auch Bemühen um die Akzeptanz von Gegebenheiten, Aufnehmen wertvoller Beziehungen und Eingehen authentischen Dialogs mit sich und anderen. Eine weitere Änderung stellt das vorrangige Arbeiten mit phänomenologischen Mitteln dar. Dies führte zur Entwicklung einer Emotionslehre und einer spezifischen therapeutischen Methode, der Personalen Existenzanalyse, wie auch zur Einbeziehung biografischen und psychodynamischen Arbeitens.
Aufgrund der Einführung dieser neuen theoretischen und methodischen Zugänge im Rahmen der von Längle proklamierten „personalen Wende“ kam es 1991 zur Trennung Frankls von der GLE und deren Vertretern. Für ihn ging diese Entwicklung zu sehr über sein eigentliches logotherapeutisches Sinnkonzept hinaus. Zudem lehnte er das Arbeiten mit Biografie und Emotionalität sowie die im Rahmen der Ausbildung vorgesehene Selbsterfahrung ab, da all dies seines Erachtens dem Wesensmerkmal der Selbsttranszendenz entgegenlaufe und somit nicht mehr logotherapeutisch sei. Allgemein befürchtete er durch die Weiterentwicklung die Gefahr der Wiederkehr eben jenes Psychologismus, gegen den er sich zeitlebens einsetzte. Nach Frankl sollte der Fokus der Logotherapie und Existenzanalyse in der auf Zukunft ausgerichteten Sinnlehre angesiedelt bleiben.
1992 kam es in Reaktion auf die Veränderungen in der GLE zur Gründung des Viktor Frankl Instituts (VFI) in Wien, welches in Lukas’scher Tradition die ursprüngliche, von Viktor Frankl konzipierte Logotherapie und Existenzanalyse seither vertritt und weiterführt. Das der originären Logotherapie und Existenzanalyse verpflichtete VFI und die die weiterentwickelte Existenzanalyse begründende GLE arbeiten voneinander unabhängig. Eine Verbindung oder Zusammenarbeit zwischen diesen beiden Leitinstitutionen und ihren Vertretern besteht nicht. In ähnlicher Weise sind auch die zahlreichen regionalen, nationalen und internationalen Gesellschaften organisiert: Gemäß ihrem Selbstverständnis, ihrer Ausrichtung und Zugehörigkeit werden von ihnen in aller Regel nur entweder die eine oder die andere der beiden Hauptrichtungen der Logotherapie und Existenzanalyse vertreten.
Durch die konzeptionelle Divergenz beider Hauptrichtungen haben sich die ursprünglichen Begriffsbedeutungen von Logotherapie und Existenzanalyse geändert: Nach der historischen Trennung beider Ausprägungen hat sich die in enger Anlehnung an Frankl operierende originäre Ausprägung die Bezeichnung „Logotherapie und Existenzanalyse“ gegeben. Innerhalb dieser Richtung ist Logotherapie als die praktische Anwendung der Existenzanalyse definiert. Letztere wiederum bezeichnet einerseits die der Logotherapie zugrundeliegende theoretische Forschungsrichtung, wird andererseits aber auch selbst als Teil des logotherapeutischen Prozesses betrachtet. Die durch Längle geprägte weiterentwickelte Ausprägung hingegen definiert die Existenzanalyse als psychotherapeutisches Verfahren mit eigenem, phänomenologisch orientierten theoretischen Unterbau. Die Logotherapie wird hier als Teilgebiet innerhalb des umfassenden existenzanalytischen Gerüsts verstanden. Demzufolge trägt die Bezeichnung dieser Psychotherapierichtung konsequenterweise den Namen „Existenzanalyse“. Beide Richtungen werden aufgrund ihrer Anthropologie und Methodik den humanistischen Verfahren zugerechnet.
Einer Abgrenzung bedarf es zu anderen Psychotherapieverfahren mit gleich oder ähnlich lautender Bezeichnung, um diese nicht miteinander zu verwechseln: Die durch die britische Society for Existential Analysis rund um Ronald D. Laing und Emmy Van Deurzen vertretene Existenzanalyse weist trotz Namensgleichheit keinen Bezug zum Werk Viktor Frankls auf und bezieht sich vielmehr auf die existenzphilosophischen Annahmen von Jean-Paul Sartre. Auch die Existenzielle Psychotherapie nach Irvin D. Yalom, welche ihrem Kern nach ein psychodynamisches Verfahren darstellt, beruht nicht auf Frankls anthropologischen Grundannahmen. Unter der Bezeichnung „Existenzanalyse“ wurde in den 1940er-Jahren für kurze Zeit auch die durch Ludwig Binswanger und Medard Boss begründete heutige Daseinsanalyse geführt, welche sich philosophisch jedoch vor allem an Martin Heidegger orientiert.

## Methoden und Anwendungsgebiete
Auch wenn ihre anthropologischen Annahmen einige Überschneidungen aufweisen, unterscheiden sich die spezifischen Vorgehensweisen, Methoden und jeweiligen Anwendungsgebiete der beiden Hauptrichtungen der Logotherapie und Existenzanalyse (dargelegt im Abschnitt Vertreter und Richtungen) substanziell.

### Originäre Logotherapie und Existenzanalyse
Die zentralen Behandlungsziele des originären Ansatzes bestehen in der Wiedererlangung eines sinn- und wertvoll empfundenen Lebens sowie im sinnvollen und verantwortlichen Umgang mit Schuld, Leid und Erfahrungen unabänderlichen Schicksals wie dem Verlust und Tod, was Frankl als tragische Trias bezeichnet. Damit wird im Wesentlichen der Wille des Menschen zum Sinn aktiviert und jene gesunden Anteile der menschlichen Persönlichkeit und seines Umfeldes unterstützt, die zur Heilung und Linderung von Krankheitssymptomen sowie zur Sinnorientierung und Neuorganisation des Erlebens und Verhaltens beitragen. Mittels der Techniken der Paradoxen Intention, der Dereflexion, der Einstellungsmodulation nach Lukas sowie des Sokratischen Dialogs als grundlegende Gesprächsmethode sollen die intuitiven, sozialen, kognitiven und kreativ-geistigen Fähigkeiten des Menschen beim Erkennen und Umsetzen sinnvoller Lösungen in den jeweiligen konkreten Lebenssituationen gestärkt und entwickelt werden. Die Behandlung kann im Rahmen einer Kurzzeit- oder Langzeittherapie erfolgen und ist für Einzel-, Paar-, Gruppen- und Familientherapie geeignet. Die Dauer und das Setting der Behandlung richten sich nach der jeweiligen Fragestellung und Indikation. Gespräche finden üblicherweise einmal bis zweimal wöchentlich statt.
Im Rahmen der Wirksamkeitsmessung stehen gut 15 differenzierte Testinstrumente mit unterschiedlichem Schwerpunkt zur Verfügung. Im Jahr 2009 lagen mehr als 600 empirische und klinische Studien zum originär logotherapeutischen Ansatz vor.

### Weiterentwickelte Existenzanalyse
Die auf Längle verweisende weiterentwickelte Existenzanalyse hat zum Ziel, dem Menschen zu helfen, (wieder) mit innerer Zustimmung zum eigenen Handeln und Dasein leben zu können. Sie will ihn zu einem (geistig und emotional) freien Erleben, zu authentischen Stellungnahmen und zu eigenverantwortlichem Umgang mit seinem Leben und seiner Welt verhelfen. Im Rahmen der existenzanalytischen Psychotherapie geht es darum, die Person aus den Verzerrungen, Einseitigkeiten und Traumatisierungen, die ihr Erleben und Verhalten störend beeinflussen, zu lösen. Als wichtigste Methoden kommen hierbei die Personale Existenzanalyse, die Personale Positionsfindung, die Willensstärkungsmethode und die Sinnerfassungsmethode, die strukturelle und biografische Arbeit mit den Grundmotivationen sowie besondere diagnosespezifische Interventionsformen zum Einsatz. Indiziert ist diese Therapieform bei allen Formen psychischer, psychosomatischer und psychosozialer Verhaltensstörungen und Leidenszuständen. Neben der Existenzanalyse in psychotherapeutischer Anwendung kommt die Logotherapie als primär sinnorientierte Behandlungsform in der Beratung, Begleitung und Prophylaxe zum Tragen. Ihre praktische Anwendung liegt hierbei vor allem in der Hilfestellung für Menschen, die (noch) nicht erkrankt sind, sich aber in einer leidvollen existentiellen Orientierungslosigkeit befinden. Sie leistet einen wesentlichen Beitrag zur Prävention psychischer Störungen, in der Behandlung von Sinnlosigkeits- und Leeregefühlen (existentielles Vakuum), zur Bewältigung von Verlusterfahrungen, im Umgang mit schweren oder chronischen Erkrankungen, Verarbeitung von Schicksalsschlägen und Lebenskrisen. Sowohl Psychotherapie als auch Beratung und Begleitung werden meist in Einzelgesprächen in sitzender Weise, seltener auch in Gruppen, angewendet. In der Regel wird ein Gespräch wöchentlich vereinbart.
Die Wirksamkeitsmessung erfolgt auf Basis mehrerer Testinstrumente, fundierter Einzelfall- und kontrollierter Gruppenstudien. Aktuelle empirische Studienergebnisse weisen auf eine hohe Wirksamkeit der weiterentwickelten Existenzanalyse im Bereich psychischer Auffälligkeiten und Störungen sowie zwischenmenschlicher Beeinträchtigungen hin.

## Ausbildung und Zulassung
Die Ausbildung in Logotherapie und Existenzanalyse wird, wie die meisten Psychotherapieschulen, zum großen Teil über private Institute organisiert. Diese sind oftmals übergeordneten Verbänden zugeordnet, die einheitliche Ausbildungsrichtlinien vorgeben. Die Ausdifferenzierung der Logotherapie und Existenzanalyse in zwei Hauptrichtungen spiegelt sich auch in der Struktur der Ausbildungslandschaft wider. Beide Richtungen bieten unabhängig voneinander eigene Ausbildungsstränge an, die zueinander nicht kompatibel sind. Daher entscheiden sich Kandidaten im Vorfeld in aller Regel entweder für die eine oder für die andere Variante.

### Originäre Logotherapie und Existenzanalyse
Die originäre Logotherapie und Existenzanalyse wird federführend vom Viktor Frankl Institut in Wien vertreten. Sie wird weltweit in zahlreichen nationalen Logotherapie-Gesellschaften und Viktor Frankl Instituten sowie an einigen Universitäten gelehrt. In Österreich besteht die Möglichkeit, diese Richtung der Logotherapie und Existenzanalyse entweder als staatlich anerkannte Psychotherapieausbildung oder im Rahmen der Ausbildung zum konzessionierten Lebens- und Sozialberater zu absolvieren. Beides sind eigenständige Ausbildungsgänge, die gesetzlich geregelt sind und besonderen Zugangsvoraussetzungen und Qualitätsanforderungen unterliegen. Das psychotherapeutische Fachspezifikum der „Logotherapie und Existenzanalyse“ in ihrer originären Form wird vom Welser Ausbildungsinstitut für Logotherapie und Existenzanalyse (ABILE) angeboten. Diesbezüglich besteht auch eine Kooperation mit der privaten Donau-Universität Krems, innerhalb der das Fachspezifikum im Zuge des Universitätslehrgangs „Psychotherapie“ belegt werden kann. Für die Ausbildung zum Lebens- und Sozialberater mit logotherapeutischer Qualifikation sind aktuell zwei Institute für Logotherapie und Existenzanalyse (in Salzburg und in Innsbruck) zugelassen und vom Viktor Frankl Institut akkreditiert. In Deutschland koordiniert ein übergreifender Berufsverband, die Deutsche Gesellschaft für Logotherapie und Existenzanalyse (DGLE) mit Sitz in Pfaffenweiler im Breisgau, eine einheitliche nationale Ausbildung. Die diesem Verband zugehörenden Institute bieten eine berufsbegleitende logotherapeutische Gesamtausbildung, welche aus Grundbildung und praktischer Vertiefung besteht und die Themengebiete Anthropologie, Krisenprävention, Störungsbilder und Krisenintervention sowie Grundlagen der Methodik und Begleitung bei existenzieller Problematik umfasst. Der Abschluss der Ausbildung befähigt den Absolventen, die Logotherapie in seinem bisherigen beruflichen Handlungsfeld anzuwenden. Darüber hinaus werden auch Fort- und Weiterbildungen zu spezifischen Themen angeboten. Die DGLE kooperiert mit dem Viktor Frankl Institut, dem Viktor Frankl Zentrum Wien und dem Schweizer Institut für Logotherapie und Existenzanalyse (ILE) in Chur.

### Weiterentwickelte Existenzanalyse
Die weiterentwickelte Existenzanalyse als zweite Hauptrichtung wird von der Internationalen Gesellschaft für Logotherapie und Existenzanalyse (GLE-I) mit Sitz in Wien vertreten und durch ihre nationalen Landesverbände und Institute in Österreich, Deutschland, Schweiz; Polen, Rumänien, Russland, Tschechien, Lettland, Großbritannien; Argentinien, Chile, Mexiko und Kanada gelehrt. Die Ausbildung ist international einheitlich konzipiert. Eine staatliche Anerkennung der Existenzanalyse als zugelassenes Psychotherapieverfahren hat die GLE-I in Österreich, in Rumänien, der Schweiz und der Tschechischen Republik. Die deutschsprachige Ausbildung kann in Österreich an Instituten der GLE-Ö, in Deutschland an den Instituten der Akademie für Existenzanalyse und Logotherapie (Ausbildungsträger der GLE-D) sowie in der Schweiz bei der Gesellschaft für Existenzanalyse Schweiz (GES) in Bern entweder als Lehrgang in Logotherapie und existenzanalytischer Beratung und Begleitung oder im Zuge eines umfassenden Psychotherapiecurriculums absolviert werden. Der inhaltliche Schwerpunkt bei der Beratungsausbildung liegt in der Vermittlung der existenzanalytischen Anthropologie und im Umgang mit existentiellen Grenzsituationen und Krisen (Sinn- und Existenzlehre). In Österreich qualifiziert der Abschluss des Beratungslehrgangs unter anderem dazu, das reglementierte Gewerbe der Lebens- und Sozialberatung auszuüben. Die ungleich umfangreichere Ausbildung in Existenzanalytischer Psychotherapie (Fachspezifikum) umfasst darüber hinaus die eingehende Vermittlung von klinischen Inhalten wie Diagnostik, Psychogenese, Psychopathologie und Phänomenologie klinischer Störungen, Nosologie und Therapie der einzelnen Krankheitsbilder. Im Rahmen einer Kooperation der GLE-Ö mit der Wiener Sigmund Freud Privatuniversität besteht die Möglichkeit, die existenzanalytische Psychotherapieausbildung mit dem akademischen Grad Magister der Psychotherapiewissenschaft (Mag. pth.) abzuschließen. Zudem besteht seit 2016 ein Universitätslehrgang der Universität Salzburg in Kooperation mit der GLE-Ö mit dem Abschluss Master of Science (Existenzanalyse). Sowohl die Beratungs- als auch die Psychotherapieausbildung werden größtenteils berufsbegleitend durchgeführt. Im Rahmen beider Ausbildungen ist ein supervidierter Praxis- bzw. Behandlungsteil zu absolvieren.
In Deutschland wurde 2012 im Verbund der Arbeitsgemeinschaft Humanistische Psychotherapie (AGHPT), in der auch beide logotherapeutisch-existenzanalytischen Hauptrichtungen vertreten sind, ein gemeinsamer Antrag auf die nationale wissenschaftliche Anerkennung des Verfahrens Humanistische Psychotherapie eingebracht, welcher 2017 letztlich ablehnend beschieden wurde. Die durch den Wissenschaftlichen Beirat Psychotherapie (WBP) getroffene Entscheidung wurde in verschiedener Hinsicht scharf kritisiert.

## Zeitschriften
- Existenzanalyse. Fachzeitschrift der Internationalen Gesellschaft für Logotherapie und Existenzanalyse (GLE-Int.), Wien, erscheint zweimal pro Jahr, ISSN 0258-5383. Siehe auch Existenzanalyse (Fachzeitschrift).
- Existenz und Logos. Zeitschrift für sinnzentrierte Therapie, Beratung, Bildung (seit 1992), Deutsche Gesellschaft für Logotherapie und Existenzanalyse (DGLE), Pfaffenweiler, erscheint zweimal pro Jahr, ISSN 1617-6022.
- International Forum for Logotherapy. Journal of Search for Meaning (seit 1978), Viktor Frankl Institute of Logotherapy, Abilene (Texas), erscheint zweimal pro Jahr, ISSN 0191-3379.

## Audiovisuelle Medien
- Existenzanalyse (Video), Alfried Längle im Gespräch mit W. Eberwein.
- Vorlesungsreihe zur Existenzanalyse und Logotherapie der Neurosen (Audio, Teile 1 bis 5), Viktor Frankl, Wiener Poliklinik 1973.